# Dendryphantes quaesitus
Dendryphantes quaesitus là một loài nhện trong họ Salticidae.
Loài này thuộc chi Dendryphantes. Dendryphantes quaesitus được Wanda Wesołowska & Antonius van Harten miêu tả năm 1994.